# Jack Lang (francuski polityk)

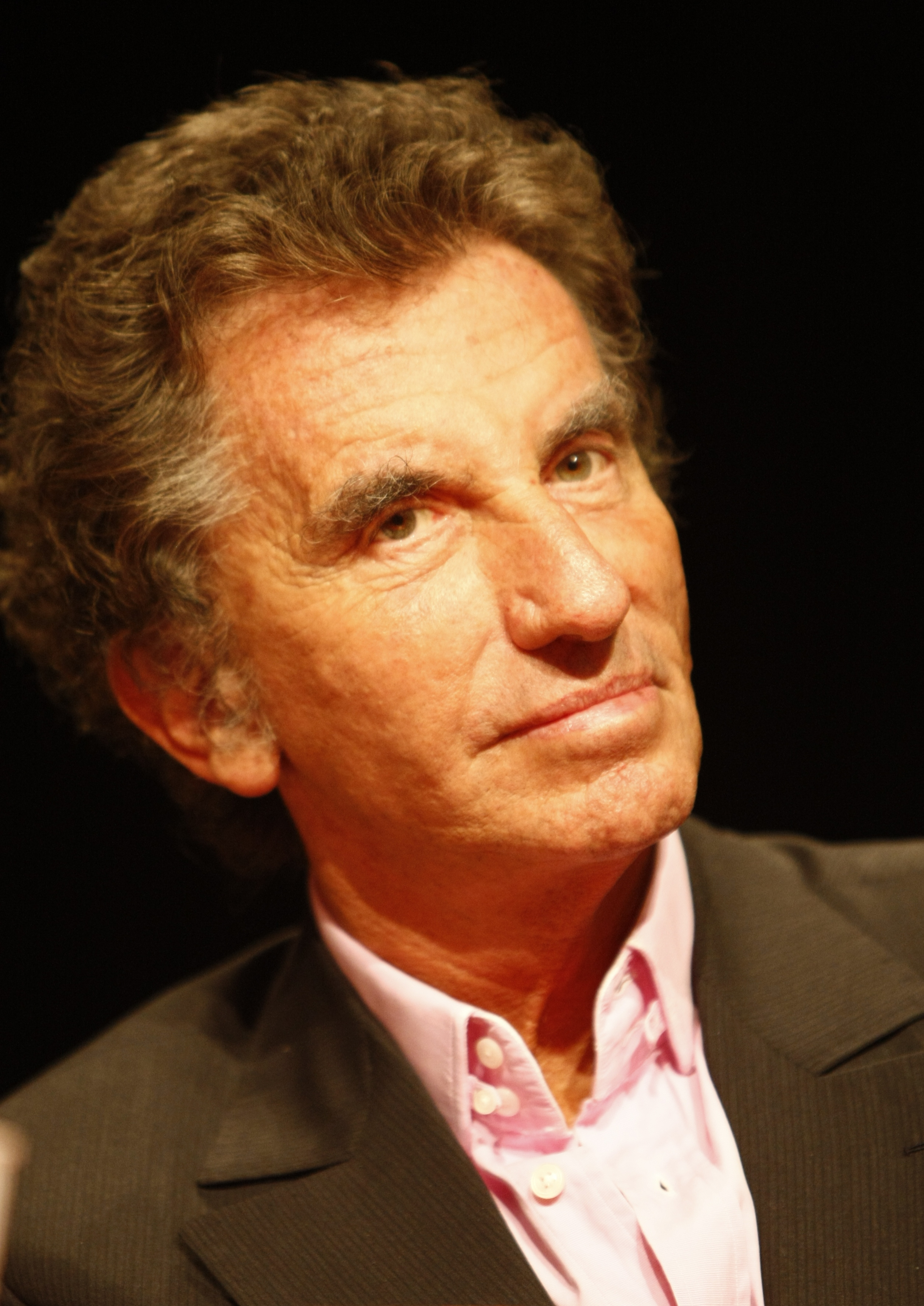
Jack Lang (2008)

Jack Mathieu Émile Lang (ur. 2 września 1939 w Mirecourt) – francuski polityk, wieloletni parlamentarzysta, minister kultury i edukacji w kilku lewicowych rządach.

## Życiorys

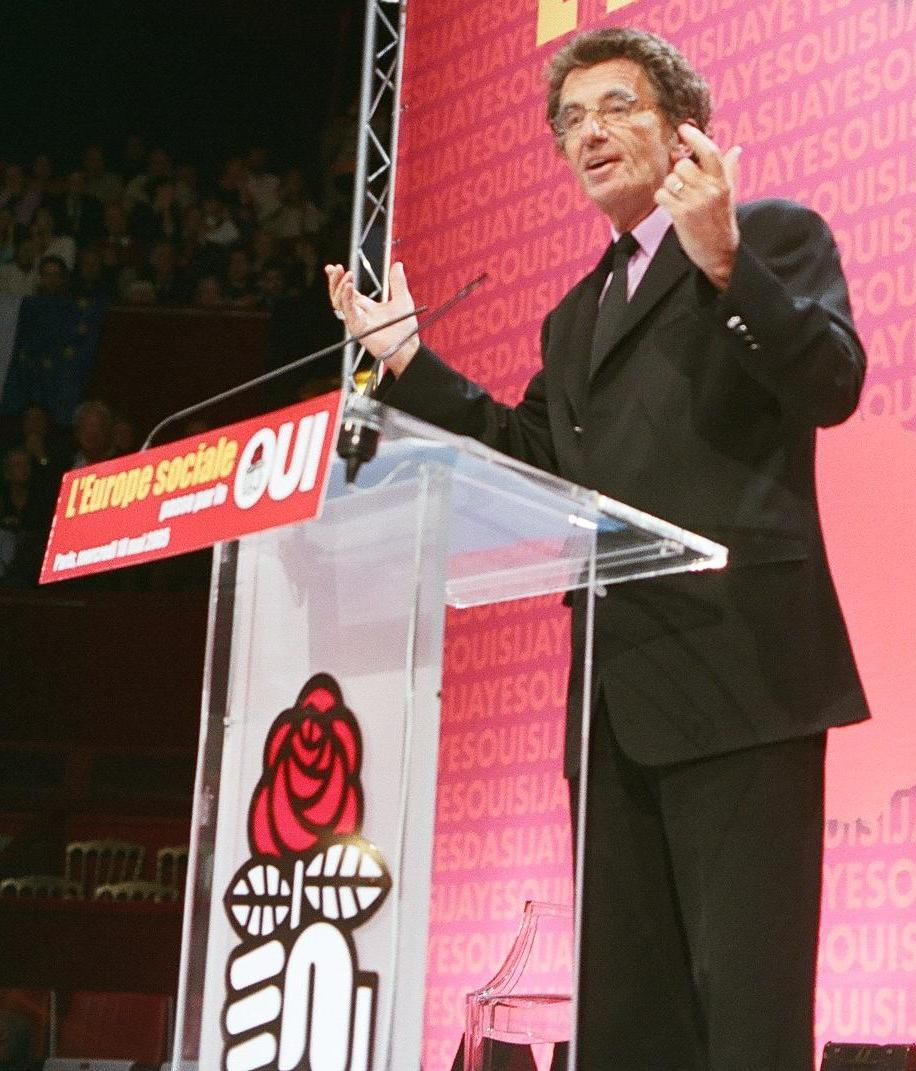
Jack Lang na partyjnej konwencji (2005)

Jego rodzicami byli Roger Lang, pochodzący z zamożnej, zlaicyzowanej rodziny żydowskiej z Nancy, oraz katoliczka Marie-Luce Bouchet. Babka ze strony matki, Berthe Bouchet, została zatrzymana w Nancy w 1943 pod zarzutem udziału w ruchu oporu; deportowano ją do niemieckiego nazistowskiego obozu koncentracyjnego Ravensbrück, gdzie w 1945 została zamordowana w komorze gazowej.
Jack Lang ukończył m.in. Instytut Nauk Politycznych w Paryżu, doktoryzował się w zakresie prawa publicznego. Pracował jako nauczyciel akademicki, zajął się też działalnością artystyczną. Zainicjował Festival du Monde w Nancy, był dyrektorem teatru uniwersyteckiego w tym mieście, a w latach 1972–1974 zajmował tożsame stanowisko w Palais de Chaillot Théâtre. W latach 70. był profesorem prawa międzynarodowego.
Od lat 60. należał do Zjednoczonej Partii Socjalistycznej Michela Rocarda, następnie został członkiem Partii Socjalistycznej.
W maju 1981 po raz pierwszy wszedł w skład rządu jako minister kultury w gabinecie Pierre’a Mauroy. W tym samym roku był odpowiedzialny za wprowadzenie ustawy o stałej cenie książki, nazwanej po nim ustawą Langa. W trakcie pełnienia tej funkcji spopularyzował cykliczną imprezę Święto Muzyki. Urząd ministra sprawował do marca 1983. Następnie do grudnia 1984 był ministrem delegowanym odpowiedzialnym za kulturę, po czym Laurent Fabius powołał go ponownie na stanowisko ministra kultury. Z rządu odszedł w marcu 1986 po zwycięstwie prawicy w wyborach parlamentarnych. Od maja 1988 ponownie kierował ministerstwem kultury i łączności w gabinetach Michela Rocarda (do maja 1991) i Édith Cresson (do kwietnia 1992, także jako rzecznik prasowy rządu). Następnie był ministrem stanu oraz ministrem edukacji narodowej i kultury w rządzie Pierre’a Bérégovoy (do marca 1993). Wchodził także w skład gabinetu Lionela Jospina jako minister edukacji narodowej (od marca 2000 do maja 2002).
W latach 1994–1997 był posłem do Parlamentu Europejskiego. Zasiadał w Grupie Socjalistycznej, pracował w Komisji ds. Zagranicznych, Bezpieczeństwa i Polityki Obronnej. W swojej karierze pełnił szereg funkcji w administracji terytorialnej, m.in. jako radny Paryża (1983–1989), mer Blois (1989–2000), radny Regionu Centralnego (1992–1998) i od 2004 do 2010 jako wiceprzewodniczący rady regionu Nord-Pas-de-Calais.
Od 1986 do 2007 w każdych kolejnych wyborach parlamentarnych uzyskiwał mandat deputowanego do Zgromadzenia Narodowego, początkowo z departamentu Loir-et-Cher, a w 2002 i 2007 z Pas-de-Calais. W 2008 był jedynym posłem socjalistów, który poparł zmiany w konstytucji zainicjowane przez Nicolasa Sarkozy'ego, umożliwiając ich przyjęcie. Oskarżany przez partyjnych działaczy o „zdradę”, zrezygnował z funkcji w kierowniczych organach tego ugrupowania. W wyborach parlamentarnych w 2012 nie wywalczył poselskiej reelekcji.
W sierpniu 2012 François Hollande powierzył mu funkcję specjalnego wysłannika ds. piractwa. 25 stycznia 2013 natomiast mianował go dyrektorem paryskiego Instytutu Świata Arabskiego.
W 2013 został odznaczony Legią Honorową IV klasy.